# Vierde Stoottroepenleger
Het 4e Stoottroepenleger (Russisch: 4-я ударная армия) was een leger stoottroepen van het Rode Leger (Sovjet-Unie) dat vocht in de Tweede Wereldoorlog.  

## Commandanten
- kolonel-generaal Andrej Jeremenko: december 1941 - februari 1942
- luitenant-generaal Filipp Golikov: februari - maart 1942
- generaal-majoor, in mei 1942 Luitenant-generaal Vladimir Koerasov: maart 1942 - april 1943
- generaal-majoor Dmitri Seleznjov: april - mei 1943
- generaal-majoor, in oktober 1943 Luitenant-generaal Vasili Sjvetsov: mei - december 1943
- luitenant-generaal Pjotr Malysjev: december 1943 – september 1945

## Slagorde
Het 4e Stoottroepenleger werd op 25 december 1941 opgericht binnen het Noordwestelijk Front met troepen van het 27e Leger.
- 249e Divisie Fuseliers
- 332e Divisie Fuseliers
- 334e Divisie Fuseliers
- 358e Divisie Fuseliers
- 360e Divisie Fuseliers
- 21e Brigade Fuseliers
- Bataljons tanks
- 66e Ski Bataljon
- 67e Ski Bataljon
- 68e Ski Bataljon
- 69e Ski Bataljon
- Artillerie
- Eigen luchtmacht

## Veldslagen
Het 4e Stoottroepenleger verdedigde de oostelijke oevers van het Veljomeer en het Seligermeer. Het vocht van januari tot februari 1942 in het 
Toropets-Cholmoffensief en de Slag bij Smolensk (1943)
Op 22 januari 1942 werd het 4e Stoottroepenleger toegevoegd aan het Kalininfront, dat op 20 oktober 1942 het 1e Baltische Front werd.
Het 4e Stoottroepenleger vocht bij Nevel, Gorodok, Polotsk, Vitebsk, Rēzekne, Dvinsk, Riga, Memel. 
De laatste veldslag was de Slag om Koerland.
Het 4e Stoottroepenleger werd op 9 mei 1945 ontbonden en ging op in het militair district Steppe in Kazachstan.